# Gulltratt
Gulltratt (Streptosolen jamesonii) är en art i familjen potatisväxter från Colombia och Ecuador och är den enda arten i släktet. Arten odlas ibland som krukväxt i Sverige.

## Synonymer
- Browallia jamesonii Benth.
- Streptosolen benthamii Miers